# شنهوا
شينهوا (هانغل: 신화) هي فرقة موسيقية كورية جنوبية تشكلت في عام 1998 بواسطة إس إم إنترتينمنت. جميع أعضائها من الذكور، ويبلغ عددهم ستة أعضاء، وهم إريك مون ولي مين وو وشين هاي سونغ وكيم دونغ وان وجون جين وأندي لي وأما بخصوص التسمية فـ«شينهوا» تعني أسطورة أو ميثولوجيا باللغة الكورية.

## الأعضاء
- إريك مون
- لي مين وو
- شين هاي سونغ
- كيم دونغ وان
- جون جين
- أندي لي

## نادي المعجبين
اسم نادي المعجبين الرسمي ل شينهوا هو «شينهوا تشانغجو»، وهو ما يعني «صانعي الاسطورة». بعد إصدار ألبومهم الثاني عشر في فبراير 2015، افتتح شينهوا التسجيل للموجة العاشرة من نادي المعجبين الرسمي. وقد استخدم البرتقالي كاللون الرسمي لشينهوا تشانغجو منذ إنشائها في عام 1998. وهي تستخدم في البضائع الرسمية وغير الرسمية لشينهوا، بما في ذلك أدوات الهتاف مثل العصي المضيئة، البالونات، ومعاطف المطر، وأنواع مختلفة من الملابس والاكسسوارات. وتستخدم هذه الأدوات الهتاف اللون البرتقالي في أنشطة الترويج الفردية لكل عضو أيضا.

## الالبومات
1998: Resolver
1999: T.O.P
2000: Only One
2001: Hey, Come On!
2002: Perfect Man
2002: Wedding
2003: Winter Story 2003
2004: Brand New
2004: Winter Story 2004–2005
2006: State of the Art
2006: Inspiration #1
2007: Winter Story 2006–2007
2007: Winter Story 2007
2008: Volume 9
2012: The Return
2013: The Classic
2015: We
2017: Unchanging Touch

## وصلات خارجية
- شنهوا على موقع IMDb (الإنجليزية)
- شنهوا على موقع ميوزك برينز (الإنجليزية)
- شنهوا على موقع أول ميوزيك (الإنجليزية)
- شنهوا على موقع ديسكوغز (الإنجليزية)

- الموقع الإلكتروني